# Chilatherina bleheri
Chilatherina bleheri är en fiskart som beskrevs av Allen, 1985. Chilatherina bleheri ingår i släktet Chilatherina och familjen Melanotaeniidae. IUCN kategoriserar arten globalt som sårbar. Inga underarter finns listade i Catalogue of Life.